# Есеј простор (рагби 15)
Есеј простор је део терена на оба краја, који представља простор у коме се постиже есеј у рагбију. Линија есеја (енгл. Try line) дели есеј простор од поља за игру. Да би се постигао есеј (5 поена), рагбиста мора контролисано да спусти лопту на земљу у есеј простору, а ако му лопта испадне или је он баци, есеј се не признаје.